# 12e Europese Filmprijzen
De 12e uitreiking van de Europese Filmprijzen, waarbij prijzen werden uitgereikt in verschillende categorieën voor Europese films, vond plaats op 4 december 1999 in de Duitse hoofdstad Berlijn.

## Nominaties en winnaars

### Beste film
- Todo sobre mi madre
  - Fucking Åmål
  - Mifunes sidste sang
  - Moloch
  - Notting Hill
  - Rosetta
  - Sunshine
  - The War Zone

### Beste acteur
- Ralph Fiennes - Sunshine
  - Rupert Everett - An Ideal Husband
  - Anders W. Berthelsen - Mifunes sidste sang
  - Götz George - Nichts als die Wahrheit
  - Ray Winstone - The War Zone
  - Philippe Torreton - Ça commence aujourd'hui

### Beste actrice
- Cecilia Roth - Todo sobre mi madre
  - Iben Hjejle - Mifunes sidste sang
  - Penélope Cruz - La niña de tus ojos
  - Émilie Dequenne - Rosetta
  - Nathalie Baye - Une liaison pornographique

### Beste scenario
- István Szabó & Israel Horovitz - Sunshine
  - Ayub Khan-Din - East is East
  - Saša Gedeon - Návrat idiota

### Beste cinematografie
- Lajos Koltai - La leggenda del pianista sull'oceano
  - Jacek Petrycki - Güneşe Yolculuk
  - Yves Cape - L'Humanité
  - Aleksei Fyodorov - Moloch

### Beste documentaire
- Buena Vista Social Club
  - La chaconne d'Auschwitz
  - La commission de la vérité
  - Herr Zwilling und Frau Zuckermann
  - Mein liebster Feind - Klaus Kinski
  - Mobutu, roi du Zaïre
  - Pripyat

### Niet-Europese film
- The Straight Story
  - American Beauty
  - Boys Don't Cry
  - De cup
  - Not One Less